# Mycetophagus atomarius
Mycetophagus atomarius är en skalbaggsart som först beskrevs av Fabricius 1787.  Mycetophagus atomarius ingår i släktet Mycetophagus, och familjen vedsvampbaggar. Enligt den finländska rödlistan är arten sårbar i Finland. Arten är reproducerande i Sverige. Artens livsmiljö är naturlundskogar.